# Частка аркуша
Частка аркуша — частка, яка виходить після фальцювання (згинання друкованого аркуша в кілька разів). При триразовому згинанні аркуша частка виходить 1/8 (утворюється 16 сторінок), чотириразовому — 1/16 (32 сторінки), п'ятиразовому — 1/32 (64 сторінки). Книги з 256, 272 чи 288 сторінками мають правильну частку аркушів, на відміну від 254 чи 286 сторінок. 16, 32 чи 64 сторінки формують зошити, з яких формується книжковий блок. Таким чином при друкуванні книги максимально ефективно використовується папір.